# Colls Majors
Colls Majors (o els Colls Majors) és una urbanització del poble de Monnars, al municipi de Tarragona. L'any 2022 comptava amb 74 habitants. Se situa dalt d'uns promontoris del mateix nom que arriben a una altitud de 56,2 msnm a tan sols 500 metres de la costa. Els Colls Majors separen el coster on jeu la urbanització tarragonina de Cala Romana de l'actual terme de Monnars, agregat antigament a Tamarit de Mar i avui a Tarragona. El nucli principal de la urbanització s'estén al voltant del carrer del Mirador, a tocar de la N-340.
La proximitat amb la platja Llarga ha fet que hi proliferin edificis d'apartaments, com ara els «Filipinas», els «Las Gaviotas» i els «Colls Majors». A tocar de la carretera hi ha una àrea de servei amb una benzinera, un bar restaurant i un autorentat.